# Іоанн II Великий Комнін
Іоанн II (б. 1262 — 16 серпня 1297) — 7-й володар Трапезундської імперії в 1280—1284 і 1285—1297 роках.

## Життєпис
Походив з династії Великих Комнінів. Старший син трапезундського імператора Мануїла I і його третьої дружини Ірини Сірікаїни. Зійшов на престол в червні 1280 року після отримання в звістки, що його брат  імператор Георгій I — потрапив в полон до ільхана Абаки.
У 1281 році прийняв посольство від візантійського імператора Михайла VIII на чолі із Георгієм Акрополітом, спрямоване з наміром переконати Іоанна II припинити використовувати титул «імператор і автократор ромеїв». Натомість посланці Візантії запропонували трапезундському володареві одружитися з донькою Михайла VIII, але Іоанн II відмовився. Водночас візантійський імператор побоювався настроїв серед знаті та населення, невдоволеного зближенням його з католицьким світом. Деякий час навіть планувалося запросити Іоанна II на трон Візантії, але Михаїл VIII стратив усіх змовників.
Невдовзі за цим проти Іоанна II вибухнуло повстання на чолі з Пападопулом, який захопив цитадель і полонив імператора. На думку деяких істориків повсталим сприяв візантійський імператор. Втім зрештою вірні Іоаннові II війська придушили заколот. 1282 року прибуло нове посольство від Михайла VIII. На цей раз трапезундський імператор погодився на шлюб, але відмовився зректися титулу автократа. Невдовзі рушив до Константинополя на весілля. Тут зняв ознаки імператорської влади, визнаючи номінальну вищість за титулом візантійського імператора. Натомість Михайло VIII надав Іоанну II титул візантійського деспота.
В цей час Давид VI, цар Західної Грузії, вдерся до меж імперії, взяв в облогу Трапезунд, але не зміг його захопити. Проте зайняв декілька трапезундських провінцій.
1284 року зумів відбити спробу колишнього імператора Георгія, що звільнився з монгольського полону, відвоювати трон Трапезунда. Але того ж року за підтримки грузинських загонів сестра трапезундського імператора — Теодора — повалила Іоанна II.
У 1285 року за допомоги монголів вдалося повалити сестру Теодору I,і відновитись на троні. Друге панування Іоанна II характеризується зменшенням залежності від держави ільханідів, де там в цей час тривали війни за трон.
Водночас 1291 року отримав від папи римського Миколая IV листи з пропозиціями перейти у католицтво або укласти унію. Натомість обіцяна допомога у хрестовому поході проти Румського султанату. Проте імператор на них не відгукнувся.
1292 року приймав посольство від Едуарда I, короля Англії, що рухалося на перемовини з ільханом Гайхату. Також дозволив генуезцям створити в Трапезунді свою колонію, а францисканцям заснувати монастир.
Разом з тим намагався усіляко зміцнити кордони імперії, звів потужну фортецю Ойное. 1297 року в межі імперії вдерлися тюркські загони з Румського султанату, де на той час утворилося безвладдя. Ворог плюндрував західні області держави. Під час походу Іоанн II помер в місті Лімнії. Йому спадкував старший син Олексій II.

## Родина
Дружина — Євдокія, донька Михайла VIII Палеолога, імператора Візантії
Діти:
- Олексій (1283—1330), 9-й імператор Трапезунда
- Михайло (1285 — після 1355), імператор Трапезунда